# Franklin (série télévisée d'animation)
 (février 2021).
Si vous disposez d'ouvrages ou d'articles de référence ou si vous connaissez des sites web de qualité traitant du thème abordé ici, merci de compléter l'article en donnant les références utiles à sa vérifiabilité et en les liant à la section « Notes et références ».
Pour les articles homonymes, voir Franklin.
Franklin, ou Benjamin au Québec, est une série télévisée d'animation canadienne en 78 épisodes de 26 minutes, comprenant deux segments de douze minutes, créée par Paulette Bourgeois et Brenda Clark, produite par Nelvana et diffusée entre le 3 novembre 1997 et le 8 août 2004 sur Family puis sur Treehouse TV.
En France, la série a été diffusée à partir du 30 août 1999 sur TF1, puis sur Télétoon+, Canal J, TiJi, Piwi, au Québec à partir du 5 septembre 1999 à la Télévision de Radio-Canada, en Suisse sur RTS Deux et en Belgique sur Club RTL et La Trois.

## Synopsis
Cette série, destinée aux jeunes enfants, raconte la vie de jeunes animaux anthropomorphes dont Franklin la tortue. Dans chaque épisode, Franklin a un dilemme qu'il résout toujours à la fin, permettant aux enfants de s'identifier au personnage. Chaque épisode contient une morale.
La série est totalement dénuée de violence. Les personnages y sont confrontés à toutes sortes de situations du quotidien, et les jeunes spectateurs peuvent ainsi découvrir que ce qui leur arrive personnellement est normal et arrive à tout le monde (avoir peur d'aller à l'école, être malade, grandir, etc). Les valeurs de tolérance, de respect d'autrui, de tendresse et de fraternité sont largement illustrées.

## Voix

### Voix françaises
- Alexandre Ysaye : Franklin (saisons 1 à 3)
- Arthur Anger : Franklin (2e voix - saisons 4 et 5)
- David Scarpuzza : Franklin (3e voix - saison 6)
- Patrick Donnay : Papa Tortue
- Colette Sodoyez : Maman Tortue, la narratrice
- Baptiste Hupin : Martin
- Maxime Pistorio (1re voix - saisons 1 à 4) Carole Baillien : Basile le lapin
- Alice Ley : Lili le castor
- Laëtitia Liénart : Béatrice l'oie
- Guylaine Gibert : Arnaud l'escargot (1re voix), Aurelle la loutre, Mme Orignal
- Ioanna Gkizas : Arnaud l'escargot (2e voix), Odile la blairelle, Blaise la taupe
- Ottman Boulhal : Matthieu le raton-laveur
- Aurélien Ringelheim : Raffin le renard (1re voix - saisons 1 à 5)
- Thierry Janssen : Raffin le renard (2e voix - saison 6)
- Lola Bonfanti puis Cécile Dupin : Éloïse la mouffette
- Peppino Capotondi : M. Taupe, M. Renard
- Bernard Faure : M. Hibou
- Nicole Shirer : Mamie Tortue
- Nicole Duret : Mme Ours
- Alain Louis : M. Ours
- Myriam Thyrion : Mme Ragondin, Mme Panda
- Frédéric Meaux : M. Porc-Épic
- Carine Seront : Mme Oie (ou Bernache)
- Mélanie Dermont : Émilie
- Loïc Maes : Ludo l’orignal, Hubert

### Voix québécoises
- Nicolas DePassillé-Scott : Benjamin (Franklin)
- Alexandre Fortin : M. Taupe / M. Ours / la Marmotte
- Christian Perrault : l'Ours / M. Héron
- Annie Girard : l'Oie
- Manon Arsenault : Mme Tortue / Tante Tortue
- Sébastien René : le Lapin
- Eloisa Cervantes : l'Escargot
- Éloi Archambaudoin : M. Hibou / M. Tortue
- Fanny Rainville : le Castor
- Catherine De Sève : Mlle Lapin / Mlle Castor
- Jean-Philippe Baril-Guérard : Renard

 Source et légende : version québécoise (VQ) sur Doublage.qc.ca

## Épisodes

### Première saison (1997-1998)
1. Franklin joue le jeu / Franklin veut un animal (Franklin Plays the Game / Franklin Wants A Pet)
2. Dépêche-toi Franklin / Mauvaise journée pour Franklin (Hurry Up, Franklin / Franklin's Bad Day)
3. Franklin va à l'école / Franklin s'est perdu (Franklin Goes to School / Franklin Is Lost)
4. Franklin invite son ami / Franklin fête Halloween (Franklin Has a Sleepover / Franklin's Halloween)
5. Franklin fait du vélo / Le désordre de Franklin (Franklin Rides a Bike / Franklin Is Messy)
6. Le Mensonge de Franklin / La Couverture de Franklin (Franklin Fibs / Franklin's Blanket)
7. Franklin veut commander / Le Fort de Franklin (Franklin is Bossy / Franklin's Fort)
8. Chose trouvée, chose gardée / Le Nouvel Ami de Franklin (Finder's Keepers for Franklin / Franklin's New Friend)
9. Franklin joue au théâtre / Le club secret de Franklin (Franklin's School Play / Franklin and the Secret Club)
10. Franklin et la trottinette rouge / Franklin a peur (Franklin and the Red Scooter / Franklin in the Dark)
11. Franklin et la fée des dents / Franklin prend ses responsabilités (Franklin and the Tooth Fairy / Franklin Takes the Blame)
12. Le cadeau de noël de Franklin / La grand mère de Franklin (Franklin's Christmas Gift / Franklin's Granny)
13. Franklin et le bébé ours / Franklin va au centre en plein air (Franklin and the Baby / Franklin Goes to Day Camp)

### Deuxième saison (1998)
1. Les invités de Franklin / Pas trop de bobos pour Franklin (Franklin's Visitor / Franklin's Not-So-Broken Bone)
2. Le Cadeau de Franklin / Franklin grandit trop vite (Franklin's Gift / Franklin Growing Up Fast)
3. Franklin espion / Franklin découvre la bibliothèque (Franklin the Spy / Franklin's Library Book)
4. Le cerf volant de Franklin / Franklin et la baby sitter (Franklin's Kite / Franklin and the Babysitter)
5. Franklin a cassé la mappemonde / La Saint-Valentin de Franklin (Franklin and the Broken Globe / Franklin's Valentines)
6. Le Souvenir de la famille Tortue / Franklin apprend la musique (Franklin's Family Treasure / Franklin's Music Lessons)
7. Franklin part en voyage / Le nouveau casque de Franklin (Franklin Takes a Trip / Franklin's Bicycle Helmet)
8. Le Goûter d'anniversaire de Franklin / Le surnom de Franklin (Franklin's Birthday Party / Franklin's Nickname)
9. Franklin reçoit la visite d'Aurelle / La Collection de Franklin (Franklin and Otter's Visit / Franklin's Collection)
10. Franklin demande pardon / Franklin et l'épreuve du feu (Franklin Says Sorry / Franklin and the Fire)
11. Le Jardin de Franklin / La Fugue de Franklin (Franklin's Garden / Franklin Runs Away)
12. La Triste Journée de Franklin / Franklin apprend à lire l'heure (Franklin's Gloomy Day / Franklin Tells Time)
13. L'Examen de Franklin / Franklin et le caneton (Franklin's Test / Franklin and the Duckling)

### Troisième saison (1999)
1. Franklin et son ami de la nuit / Franklin et les deux Henry (Franklin and His Night Friend / Franklin and the Two Henrys)
2. La Randonnée de Franklin / Le Premier Rôle pour Franklin (Franklin's Nature Hike / Franklin's Starring Role)
3. Le Chef-d'œuvre de Franklin / Franklin et le jeu électronique (Franklin's Masterpiece / Franklin and the Computer)
4. Le Bateau de Franklin / Le Fossile de Franklin (Franklin the Trooper / Franklin's Fossil)
5. Franklin et la diseuse de bonne aventure / La Cave de Franklin (Franklin and the Fortune Teller / Franklin's Cellar)
6. Franklin plante un arbre / Franklin, le héros (Franklin Plants a Tree / Franklin the Hero)
7. Le Jour de congé de Franklin / Franklin pâtissier (Franklin's Day Off / Franklin's Homemade Cookies)
8. Franklin le magnifique / Le Camping de Franklin (Franklin the Fabulous / Franklin Camps Out)
9. Franklin et le petit chien / Franklin prend l'autobus (Franklin and the Puppy / Franklin Takes The Bus)
10. L'Imitateur de Franklin / Le Grand Frère (Franklin and the Copycat / Big Brother Franklin)
11. Franklin et le grincheux / La Promesse de Franklin (Franklin and the Grump / Franklin's Promise)
12. Franklin et l'orage / Le Sirop d'érable de Franklin (Franklin and the Thunderstorm / Franklin's Maple Syrup)
13. Franklin vient en aide / Qui a volé le goûter de Franklin? (Franklin Helps Out / Franklin's Missing Snacks)

### Quatrième saison (2000)
1. Les Bonnes Actions de Franklin / Le Sous-marin de Franklin (Franklin's Good Deeds / Franklin's Submarine)
2. Monsieur Franklin le réparateur / Franklin a le hoquet (Mr. Fix-It Franklin / Franklin Has the Hiccups)
3. Franklin livreur / La Carapace de Franklin (Franklin Delivers / Franklin's Shell Trouble)
4. Le Voilier de Franklin / Franklin le curieux (Franklin's Sailboat / Franklin Snoops)
5. Le Papa de Franklin / Franklin joue au hockey (Franklin's Father / Franklin Plays Hockey)
6. Le Spectacle de marionnettes / Le Chronomètre de Franklin (Franklin and the Puppet Play / Franklin's Stopwatch)
7. Franklin rencontre Evelyne / Franklin est un grand plaisantin (Franklin Meets Ermine / Franklin's Funny Business)
8. Franklin et Sam / Franklin et le parterre de baies (Franklin and Sam / Franklin's Berry Patch)
9. Le Rival de Franklin / Franklin et les échanges de cartes (Franklin's Rival / Franklin and the Trading Cards)
10. Le Robot de Franklin / Franklin détective (Franklin's Robot / Franklin the Detective)
11. Franklin le courageux / Le Porte-bonheur de Franklin (Franklin the Fearless / Franklin's Lucky Charm)
12. Franklin à la plage / Franklin réalise le rêve d'Arnaud (Franklin at the Seashore / Franklin & Snail's Dream)
13. Franklin joue au grand frère / La Maman de Franklin (My Franklin / Franklin's Mom)

### Cinquième saison (2001-2002)
1. Le maître / L'allergie de Franklin (Franklin the Teacher / Franklin's Allergy)
2. Franklin a perdu un livre / Franklin et Betty (Franklin Loses a Book / Franklin and Betty)
3. La Citrouille de Franklin / Franklin et son Orchestre (Franklin's Pumpkin / Franklin's Jug Band)
4. Franklin et l'inspecteur de sécurité / Franklin et Louis (Franklin and the Bus Patrol / Franklin and Wolvie)
5. Franklin fait une nuit blanche / Franklin négocie un marché (Franklin Stays Up / Franklin's Bargain)
6. Franklin et le grand match / Franklin et le club de lecture (Franklin's Big Game / Franklin's Reading Club)
7. Franklin dans deux endroits / Franklin et sa première étoile (Franklin in Two Places / Franklin's First Star)
8. Le défilé de Franklin / Franklin organise une fête (Franklin's Float / Franklin's Party Plans)
9. Franklin et le concours de magazine / Franklin est impatient (Gee Whiz Franklin / Franklin Can't Wait)
10. Franklin et l'arrivée du printemps / Franklin joue au golf (Franklin's Spring First / Franklin Plays Golf)
11. Le voyage en canoë de Franklin / L'interview de Franklin (Franklin's Canoe Trip / Franklin's Interview)
12. Le Diamant de Franklin / Franklin donne un conseil (Franklin's Crystal / Franklin's Advice)
13. Les gâteaux de Franklin / Le Pique-nique de Franklin (Franklin's Cookie Question / Franklin's Picnic)

### Sixième saison (2004)
1. Franklin mordu de skate / Franklin pardonne (Franklin Itching to Skateboard / Franklin Forgives)
2. Franklin fan de hockey / Franklin mère poule (Hockey Fan Franklin / Mother Hen Franklin)
3. Le Badge de Franklin / Franklin observe les étoiles (Franklin's Badge / Franklin Stargazes)
4. Franklin à la baignade / La Maladresse de Franklin (Franklin's Swimming Party / Franklin's Soccer Field Folly)
5. Franklin la tortue météo / Les Cours de danse de Franklin (Franklin the Weather Turtle / Franklin's Dance Lessons)
6. Franklin chef de famille / Franklin et les soucoupes volantes (Franklin in Charge / Franklin's UFO)
7. La Migration de Franklin / Franklin photographe (Franklin Migrates / Franklin the Photographer)
8. Le Vilain Mot de Franklin / Franklin et le fantôme de l'étang (Franklin's Word / Franklin's Pond Phantom)
9. Franklin l'entraîneur / Franklin se montre prudent (Franklin the Coach / Franklin Plays it Safe)
10. Franklin et sa carte préférée / L'Expédition de Franklin (Franklin's Favorite Card / Franklin's Expedition)
11. Franklin participe au vélothon / Franklin dit la vérité (Franklin's Bike-A-Thon / Franklin's Candy Caper)
12. L'invention de Franklin / Chevalier Franklin (Franklin's Go-Cart Race / Sir Franklin's Squire)
13. Franklin et la grande banderole / Franklin fait du patinage artistique (Franklin Sees the Big Picture / Franklin Figure Skates)

## Personnages
- Franklin

Franklin est une tortue, c'est le personnage central de la série, il aime jouer avec ses amis et pense à eux avant tout. Franklin rencontre un problème dans chaque épisode ; il essaye d'abord de le résoudre tout seul mais finit toujours par le régler grâce à son honnêteté et au soutien de ses amis et de ses parents. Il est le grand frère d'Harriet, veille sur elle et la soutient dans quelques épisodes.
- Monsieur et Madame Tortue

Ce sont les parents de Franklin et Harriet. Très gentils et très proches de leurs enfants, ils leur enseignent les bases de la vie et les aident à surmonter les épreuves qu'ils doivent affronter. Madame Tortue s’appelle Caroline et Monsieur Tortue s’appelle Jeoffrey.
- Mamie Tortue

C'est la grand-mère paternelle de Franklin et d'Harriet qui vit également à Boisville. Elle a beaucoup apporter à Franklin comme lui apprendre à jouer du piano et lui avoir fait découvrir les joies de la lecture quand il était petit. Il semblerait qu'elle soit veuve car elle vit seule chez elle et son mari n'est jamais apparut dans la série.
- Vermillon

C'est un poisson rouge et l'animal de compagnie de Franklin. Ce dernier l'aime beaucoup et est très malheureux quand il le perd dans un épisode. Heureusement il le retrouve à la fin.
- Sam

C'est le chien en peluche de Franklin. Il sert de Doudou à ce dernier et il s'en sépare que très rarement.
- Martin

Martin est un ours. Il est sans doute le meilleur ami que Franklin ait jamais connu. Malgré quelques disputes de temps en temps, les deux amis s'adorent. De plus il est important de signaler que Martin est un fervent défenseur des gâteaux et cookies (surtout aux fruits rouges) et de tout ce qui se mange en règle générale. Il est le grand frère de Pupuce. La mère de Martin est docteur. Elle soigne la carapace de Franklin lorsqu'il est atteint d'un eczéma de carapace.
- Lili

Lili est une castor femelle qui va dans la même école que Franklin, c'est un castor qui vit dans une maison avec sa famille fait de la même structure qu'un barrage de castor sur l'eau. Elle n'a pas très bon caractère et elle est souvent trop autoritaire et prétentieuse, mais au fond elle ne pense qu'à faire le bien pour ses amis. C'est la plus cultivée des amis de Franklin. Il est prouvé dans La Rentrée des classes de Franklin qu'elle a un petit frère qui s'appelle Tim
- Basile

Basile est un lapin et le meilleur au saut en longueur de l'école. Il est joyeux et maladroit et c'est le plus rapide des amis de Franklin dont il aime bien les dessins fait par lui. Son père travaille dans une pizzeria.
- Béatrice

Béatrice est une oie un peu maladroite. Elle est très gentille et aime s'amuser avec ses amis, notamment Lili. La maman de Béatrice est bibliothécaire et son père est pharmacien.
- Odile

Odile est une blairelle qui se déplace avec des béquilles, ce qui laisse penser qu'elle a une maladie, ce qui n'est toutefois jamais expliqué dans la série. C'est la plus gentille et la plus généreuse des amies de Franklin mais ses apparitions sont moins fréquentes que celles des autres personnages. Raffin aurait des sentiments pour elle mais on ignore si c'est réciproque. Le père d'Odile est facteur.
- Aurelle

C'est une loutre, amie de Franklin qui a déménagé. Dans un épisode, Franklin la regrette mais il la revoit dans un autre épisode.
- Harriet / Anémone

Harriet est la petite sœur de Franklin. Elle veut souvent prendre exemple sur son grand frère. Dans certains épisodes, Franklin se met en colère contre elle. Elle est également l'amie de Pupuce, la petite sœur de Martin, avec qui elle joue souvent. Sa naissance a lieu dans le long métrage Franklin et le chevalier vert. Elle hérite du nom de la tante tortue qui envoie des fleurs pour fêter le printemps. Elle est parfois appelée Anémone.
- Bérénice "Pupuce"

Bérénice, que tout le monde surnomme Pupuce, est la petite sœur de Martin et l'amie d'Harriet.
- Arnaud

Arnaud est un escargot. Tout petit et très lent la vie n'est pas simple pour lui, heureusement Franklin est là pour l'aider. Malgré son statut d'escargot il tient le plus souvent à se débrouiller par lui-même et à faire les mêmes activités que les autres. Il a souvent de bons conseils pour ses amis.
- Raffin

Raffin est un renard rusé et audacieux mais parfois ça lui attire des ennuis. Raffin s'entend bien avec tous ses amis, mais il se chamaille souvent avec Lili, notamment pour compléter sa collection de cartes avant elle en essayant de convaincre Franklin de lui donner la carte qui lui manquait. En revanche, il semble être très ami avec Basile. Le père de Raffin est chauffeur de bus.
- Éloïse

Éloïse est une mouffette réservée qui n'apparaît pas souvent. Elle est très sensible. Son père tient un magasin de glace.
- Matthieu

Matthieu est un raton laveur qui apparaît peu souvent. Élève modèle, il fait beaucoup d'activités notamment des cours de piano. Il est par ailleurs un excellent patineur.
- Monsieur Hibou

Monsieur Hibou est le maître d'école de Franklin. Il est très gentil et patient.
- Louis

Surnommé Loulou c'est un glouton et un ami de Franklin, mais qui n'est pas dans la même école que lui. On le voit dans un épisode. Le seul épisode s'appelle "Franklin et Louis" et Loulou devient violent et joue d'une façon spéciale car il a l’habitude de jouer avec ses grands frères. Dans celui-ci, Franklin et Loulou se séparent tous les deux à un moment.
- Ludo

Ludo est un orignal qui emménage à Boisville lors d'un épisode. Il est très grand, plutôt timide et a du mal à s'intégrer à la classe dans un premier temps car ses camarades le trouvent étrange. Il commet des maladresses à cause de sa grande taille qui n'est pas adaptée au mobilier de l'école, et casse par exemple le crayon de couleur préféré de Franklin. Finalement, tout le monde apprend à le connaître et il s'avère même être, tout comme Franklin, un dessinateur talentueux.
- Oscar

Oscar est un jeune écureuil. Franklin joue le rôle de son grand frère dans un épisode. Il semble très bon dans tous les domaines sauf en natation vu qu'il ne sait pas nager. Il manque de se noyer mais heureusement Franklin veillait sur lui et lui promet de lui apprendre à nager plus tard.
On l'aperçoit furtivement dans d'autres épisodes.
- Monsieur Taupe

Monsieur Taupe est une taupe et adore Franklin. C'est un ami d'enfance de Monsieur Tortue le père de Franklin. C'est un personnage important dans la communauté. Il tient notamment un magasin dans le village de Boisville.
- Madame Ragondin

Madame Ragondin est une amie de Madame Tortue et baby-sitter à ses heures perdues. Très gentille et attentionnée, elle vient tout le temps voir Franklin et ses amies jouer au hockey et leur apporter du chocolat chaud et de la guimauve.
Très maladroite, elle casse souvent des assiettes, dont les morceaux lui servent à décorer son jardin.
- Monsieur Héron

Passionné par les arbres, c'est lui qui a planté celui où est le fort de Franklin et ses amis.
- Monsieur Marmotte

Bien qu'un peu grincheux, Mr Marmotte est très gentil. Il est passionné de météorologie.
- Monsieur Coyote

C'est le journaliste de Boisville. Il écrit les articles sur le journal local.
- Monsieur Porc-Épic

C'est l'entraîneur ainsi que l'éducateur du quartier. Il enseigne le sport et encadre un centre en plein air.
- Agent Raton

Il assure la sécurité dans la communauté de Boisville.
Il donne la médaille de la sécurité routière à Franklin.
- Madame Oie/Bernache

C'est la mère de Béatrice et elle travaille à la Bibliothèque de Boisville.
- Docteur Ours

C'est le médecin de Boisville mais également la mère de Martin et de Pupuce.
- Monsieur Ours

C'est le père de Martin et de Pupuce. On a peu d'informations sur lui et on ne sait pas s'il a un travail. Il est possible qu'il soit homme au foyer.
- Monsieur Castor

C'est le père de Lili. Il est assez amical et n'hésite pas à aider ses amis dans le besoin.
- Monsieur Renard

Il est chauffeur de bus et c'est le père de Raffin. Très bricoleur, il a une remise proche de chez lui avec pleins de bric à brac.
- Monsieur Blaireau

C'est le facteur de Boisville et le père de Odile. Il est très gentil et connaît tous les habitants de la région.
- Jimmy

C'est un lapin et cousin de Basile. Plus âgé que Franklin et ses amis, ils le prennent souvent en exemple.

## DVD
De nombreux DVD rassemblent des épisodes de Franklin. Voici pour chacun des DVD les épisodes qui sont inclus :
DVD Franklin joue le jeu → Saison 1
- Franklin joue le jeu → Ep 1.1
- Franklin veut un petit animal → Ep 1.2
- Dépêche-toi Franklin → Ep 2.1
- Mauvaise journée pour Franklin → Ep 2.2
- Franklin va à l'école → Ep 3.1
- Franklin s'est perdu → Ep 3.2
- Franklin joue au théâtre → Ep 9.1

DVD Franklin fait du vélo → Saison 1
- La Couverture de Franklin : Ep 6.2
- Le désordre de Franklin : Ep 5.2
- Franklin fait du vélo : Ep 5.1
- Le Fort de Franklin : Ep 7.2
- Chose trouvée, chose gardée : Ep 8.1
- Franklin et la trottinette rouge : Ep 10.1
- Franklin et bébé ours : Ep 13.1

DVD Franklin - Une nouvelle amitié (vol. 2) → Saison 1
- Le Club secret de Franklin : Ep 9.2
- Franklin et la fée des Dents : Ep 11.1
- Franklin veut commander : Ep 7.1
- Franklin va au centre en plein air : Ep 13.2
- Franklin invite son ami : Ep 4.1
- Le Nouvel Ami de Franklin : Ep 8.2
- Le Mensonge de Franklin : Ep 6.1

DVD Franklin - Le cadeau de Noël → Saisons 1 et 2
- Franklin fête Halloween : Sais. 1, Ep 4.2
- Franklin a peur : Sais. 1, Ep 10.2
- Franklin espion : Sais. 2, Ep 3.1
- Le Cadeau de Noël de Franklin : Sais. 1, Ep 12.1
- La Grand-mère de Franklin : Sais. 1, Ep 12.2
- Les Invités de Franklin : Sais. 2, Ep 1.1
- La Saint-Valentin de Franklin : Sais. 2, Ep 5.2

DVD Franklin - Grandit trop vite (vol. 3) → Saison 2
- Franklin grandit trop vite : Ep 2.2
- Franklin a cassé sa mappemonde : Ep 5.1
- Le Nouveau Casque de Franklin : Ep 7.2
- Le Goûter d'anniversaire de Franklin : Ep 8.1
- Le Cadeau de Franklin : Ep 2.1
- La Fugue de Franklin : Ep 11.2
- Le Surnom de Franklin : Ep 8.2

DVD Franklin apprend la musique (vol. 11) → Saison 2
- Franklin découvre la bibliothèque : Ep 3.2
- Le Souvenir de la famille de Franklin : Ep 6.1
- Franklin apprend la musique : Ep 6.2
- Franklin demande pardon : Ep 10.1
- Franklin apprend à lire l'heure : Ep 12.2
- L'Examen de Franklin : Ep 13.1
- Franklin et le caneton : Ep 13.2

DVD Franklin Pompier → Saison 2
- Franklin et l'épreuve du feu : Ep 10.2
- Franklin et la baby-sitter : Ep 4.2
- Franklin part en voyage : Ep 7.1
- Franklin reçoit la visite d'Aurélie : Ep 9.1
- La Collection de Franklin : Ep 9.2
- Le Jardin de Franklin : Ep 11.1
- La Triste Journée de Franklin : Ep 12.1

DVD Franklin vive les vacances (vol. 4) → Saison 3
- La Randonnée de Franklin : Ep 2.1
- Le Premier Rôle pour Franklin : Ep 2.2
- Le Bateau de Franklin Ep 4.1
- Le Jour de congé de Franklin : Ep 7.1
- Le Camping de Franklin : Ep 8.2
- Franklin et le grincheux : Ep 11.1
- La Promesse de Franklin : Ep 11.2

DVD Franklin pâtissier (vol. 9) → Saison 3
- Franklin pâtissier : Ep 7.2
- Le Sirop d'érable de Franklin : Ep 12.2
- Qui a volé le goûter de Franklin : Ep 13.2
- Le Fossile de Franklin : Ep 4.2
- Franklin prend l'autobus : Ep 9.2
- Franklin et la diseuse de bonne aventure : Ep 5.1
- L'Imitateur de Franklin : Ep 10.1

DVD Franklin le héros (vol. 5) → Saison 3
- Franklin et son ami de la nuit : Ep 1.1
- Franklin et les deux Henry : Ep 1.2
- La Cave de Franklin : Ep 5.2
- Franklin le héros : Ep 6.2
- Le Grand Drère : Ep 10.2
- Franklin et l'orage : Ep 12.1
- Franklin vient en aide : Ep 13.1

DVD Franklin l'aventurier → Saison 4
- Franklin à la plage : Ep 12.1
- Franklin le courageux : Ep 11.1
- Franklin le curieux : Ep 4.2
- Franklin et le parterre de baies : Ep 8.2
- Le Voilier de Franklin : Ep 4.1
- Les Bonnes Actions de Franklin : Ep 1.1
- Franklin est un plaisantin : Ep 7.2
- Franklin joue au hockey : Ep 5.2
- Franklin et les échanges de cartes : Ep 9.2
- Franklin a le hoquet : Ep 2.2

DVD Le monde de Franklin → Saison 4
- La maman de Franklin : Ep 13.2
- Franklin joue au grand-frère : Ep 13.1
- Le Papa de Franklin : Ep 5.1
- Franklin et Sam : Ep 8.1
- Franklin réalise le rêve d'Arnaud : Ep 12.2
- Le Rival de Franklin : Ep 9.1
- Franklin rencontre Evelyne : Ep 7.1
- Le Porte-bonheur de Franklin : Ep 11.2

DVD Les métiers de Franklin → Saison 4
- Franklin détective : Ep 10.2
- Franklin livre : Ep 3.1
- M. Franklin le réparateur : Ep 2.1
- Le Robot de Franklin : Ep 10.1
- La Carapace de Franklin : Ep 3.2
- Le Sous-marin de Franklin : Ep 1.2
- Le Chronomètre de Franklin : Ep 6.2
- Le Spectacle de marionnettes : Ep 6.1

DVD Franklin joue au détective (vol. 6) → Saison 4
- Franklin Détective : Ep 10.2
- Franklin le Curieux : Ep 4.2
- Franklin le Réparateur : Ep 2.1
- Franklin rencontre Evelyne : Ep 7.1
- Franklin et le parterre de baies : Ep 8.2
- La Maman de Franklin : Ep 13.2
- Franklin et Sam : Ep 8.1

DVD Franklin et ses amis (vol. 8) → Saison 4
- Les Bonnes Actions de Franklin : Ep 1.1
- Franklin livreur : Ep 3.1
- Franklin joue au hockey : Ep 5.2
- Franklin est un grand plaisantin : Ep 7.2
- Le Rival de Franklin : Ep 9.1
- Franklin joue au grand frère : Ep 13.1
- Franklin réalise le rêve d'Arnaud : Ep 12.2

DVD Franklin à la plage (vol. 7) → Saison 4
- Le Sous-marin de Franklin : Ep 1.2
- Le Voilier de Franklin : Ep 4.1
- Franklin et les échanges de cartes : Ep 9.2
- Le Chronomètre de Franklin : Ep 6.2
- Franklin à la plage : Ep 12.1
- Le Spectacle de marionnettes : Ep 6.1
- Le Robot de Franklin : Ep 10.1

DVD Franklin à la neige → Saisons 4 et 5
- Franklin et la première étoile : Sais. 5, Ep 7.2
- Franklin organise une fête : Sais. 5, Ep 8.2
- Franklin a le hoquet : Sais. 4, Ep 2.2
- La Carapace de Franklin : Sais. 4, Ep 3.2
- Le Papa de Franklin : Sais.4, Ep 5.1
- Franklin et Sam : Sais. 4, Ep 8.1
- Le Porte-bonheur de Franklin : Sais. 4, Ep 11.2

DVD Franklin le courageux (vol. 16) → Saisons 4 et 5
- Franklin le courageux : Sais. 4, Ep 11.1
- Franklin joue au grand frère : Sais. 4, Ep 13.1
- Franklin et l'inspecteur de sécurité du bus : Sais. 5, ep 4.1
- Franklin et Louis : Sais. 5, Ep 4.2
- Franklin et le grand match : Sais. 5, Ep 6.1
- Franklin et son orchestre : Sais. 5, Ep 3.2
- La Citrouille de Franklin : Sais. 5, Ep 3.1

DVD La Bande à Franklin → Saison 5
- L'Allergie de Franklin : Ep 1.2
- Franklin et sa première étoile : Ep 7.2
- Franklin fait une nuit blanche : Ep 5.1
- Le Pique-nique de Franklin : Ep 13.2
- Franklin et l'arrivée du printemps : Ep 10.1
- La Citrouille de Franklin : Ep 3.1
- Franklin et le grand match : Ep 6.1
- Franklin joue au golf : Ep 10.2
- Franklin et Louis : Ep 2.2

DVD L'Apprentissage de Franklin → Saison 5
- Le Diamant de Franklin : Ep 12.1
- Le Maître : Ep 1.1
- Franklin et le club de lecture : Ep 6.2
- Franklin a perdu un livre : Ep 2.1
- Franklin et l'inspecteur des bus : Ep 4.1
- Franklin négocie un marché : Ep 5.2
- Franklin est impatient : Ep 9.2

DVD Super Franklin → Saison 5
- Franklin dans deux endroits : Ep 5.1
- Le Voyage en canoë de Franklin : Ep 11.1
- L'Interview de Franklin : Ep 11.2
- Franklin et son orchestre : Ep 3.2
- Franklin organise une fête : Ep 8.2
- Le Défilé de Franklin : Ep 8.1
- Les gâteaux de Franklin : Ep 13.1
- Franklin donne un conseil : Ep 12.2
- Franklin et Betty : Ep 6.2

DVD Le Pique-nique de Franklin → Saison 5
- Le pique-nique de Franklin : Ep 13.2
- Franklin passe une nuit blanche : Ep 5.1
- L'Allergie de Franklin : Ep 1.2
- Franklin et le concours de magazine Ohlala : Ep 9.1
- Franklin est impatient : Ep 9.2
- Franklin joue au golf : Ep 10.2
- Franklin donne un conseil : Ep 12.2

DVD Franklin le best of Saison 5
- Le Maître : Ep 1.1
- Le Pique-nique de Franklin : Ep 13.2
- Franklin négocie un marché : Ep 5.2
- Franklin fait une nuit blanche : Ep 5.1
- Le Voyage en canoë de Franklin : Ep 11.1

DVD Franklin mordu de sport → Saison 6
- Franklin mordu de skate : Ep 1.1
- Franklin fan de hockey : Ep 2.1
- Les Cours de danse de Franklin : Ep 5.2
- La Maladresse de Franklin : Ep 4.2
- Franklin entraîneur : Ep 9.1
- Franklin fait du patinage artistique : Ep 13.2

DVD Franklin le meilleur grand frère → Saison 6
- Franklin pardonne : Ep 1.2
- Franklin, mère poule : Ep 2.2
- Le Badge de Franklin : Ep 3.1
- Franklin, chef de famille : Ep 6.1
- Franklin et le fantôme de l'étang : Ep 8.2
- Le Vilain Mot de Franklin : Ep 8.1

DVD Franklin grand explorateur → Saison 6
- Franklin la tortue météo : Ep 5.1
- Franklin observe les étoiles : Ep 3.2
- Franklin photographe : Ep 7.2
- L'Expédition de Franklin : Ep 10.2
- La Migration de Franklin : Ep 7.1
- Chevalier Franklin : Ep 12.2
- Franklin et les soucoupes volantes : ep 6.2

DVD Franklin amis pour la vie → Saison 6
- Franklin à la baignade : Ep 4.1
- Franklin participe au vélothon : Ep 11.1
- Franklin et sa carte préférée : Ep 10.1
- Franklin dit la vérité : Ep 11.2
- Franklin se montre prudent : Ep 9.2
- L'Invention de Franklin: Ep 12.1
- Franklin et la grande banderole : Ep 13.1

DVD Franklin plante un arbre → Saisons 1 et 2, 3 et 5
- Franklin plante un arbre : Sais.3, Ep 6.1
- Le Jardin de Franklin : Sais. 2, Ep 11.1
- Franklin prend ses responsabilités : Sais.1, Ep 11.2
- Franklin et le petit chien : Sais 3, Ep 9.1
- Franklin et l’arrivée du printemps : Sais. 5, Ep 10.1
- Le Voyage en canoë de Franklin : Sais. 5, Ep 11.1
- Le Cerf-volant de Franklin : Sais. 2, Ep 4.1

## Coffrets
- Franklin mordu de sport
- Franklin le meilleur grand frère
- Film Franklin et le chevalier vert